# 韓国航空宇宙産業
韓国航空宇宙産業（かんこくこうくううちゅうさんぎょう、KAI）は大韓民国の航空機メーカー。
1999年10月、壊滅状態にあった韓国航空産業を立て直すために3財閥の解体による、それぞれの航空宇宙分野（現代宇宙航空、サムスン航空産業、大宇重工業）を政府が合併して設立した。社長は韓国大統領選で文在寅の選挙陣営にいて、勝利後に指名された金照源。KAIは主に空軍戦闘機やヘリコプターなどを開発・製作して、東南アジアへの輸出を目指している。

## 製品

### 軍用機
- KT-1 雄飛
- KT-100
- T-50 ゴールデンイーグル
- KUH-1 スリオン、マリンオン(海兵隊用)
- LCH/LAH
- KF-21 - インドネシアン・エアロスペースと共同開発中
- RQ-101 ソンゴルメ

#### ライセンス生産
- MBB Bo 105
- KF-16

### 民間機

#### 自社開発
- KC-100 ナラオン
- ベル 427（ベル・ヘリコプターと共同開発）
- ベル 429（ベル・ヘリコプターと共同開発）

#### 分担生産
- エアバスA320（両翼下部構造物）
- ボーイング787（両翼構造物）

### ロケット
- アリラン3A号
- アリラン5号

## 事故・不祥事
2018年7月17日、海外輸出を目指している韓国製ヘリコプタ－KAI KUH-1 スリオンを海兵隊の仕様に改造した上陸機動ヘリ「マリオン」が離陸直後にメインローター（主回転翼）部分が外れて墜落する事故を起こした。事故原因などの調査を行っている韓国軍は部品や機体に異常が発生したと述べている。実際に事故前日に機体の振動問題のために部品を交換していたため、事故当日には開発会社（KAI）が整備を行っていた。正しく整備されていたのかを確認するための試験飛行の最中に墜落した。海兵隊の将兵5人が殉職するという大事故が発生したにもかかわらず、事件の3日後まで関連ブリーフィングを行わなかった。軍内部からは「韓国航空宇宙産業（KAI）を自身の選挙支援した身内が社長だから庇っているのではないか」「マリオンの事故に関して国防部は大統領府の顔色をうかがってばかり」とフィリピンやタイ、インドネシアなど東南アジア諸国へスリオンの輸出を念頭に置いている大統領府を批判している。